# Zalaszentgróti járás
A Zalaszentgróti járás Zala vármegyéhez tartozó járás Magyarországon, amely 2013-ban jött létre. Székhelye Zalaszentgrót. Területe 282,56 km², népessége 15 518 fő, népsűrűsége pedig 55 fő/km² volt 2013 elején. 2013. július 15-én egy város (Zalaszentgrót) és 19 község tartozott hozzá.
A Zalaszentgróti járás a járások 1983-as megszüntetése előtt is létezett, 1978-ig, és székhelye az állandó járási székhelyek kijelölésétől (1886) kezdve mindvégig Zalaszentgrót volt. 1978 végén beolvasztották a Keszthelyi járásba, amikor azt Veszprém megyétől Zala megyéhez csatolták.

## Települései
| Település       | Rang (2013. július 15.) | Közös hivatal | Kistérség (2013. január 1.) | Népesség (2013. január 1.) | Terület (km²) |
| --------------- | ----------------------- | ------------- | --------------------------- | -------------------------- | ------------- |
| Zalaszentgrót   | járásszékhely város     | Zalaszentgrót | Zalaszentgróti              | 6 634                      | 74,65         |
| Batyk           | község                  | Türje         | Zalaszentgróti              | 391                        | 8,09          |
| Döbröce         | község                  | Óhíd          | Zalaszentgróti              | 63                         | 2,7           |
| Dötk            | község                  | Kehidakustány | Zalaszentgróti              | 27                         | 1,72          |
| Kallósd         | község                  | Kehidakustány | Zalaszentgróti              | 91                         | 5,41          |
| Kehidakustány   | község                  | Kehidakustány | Zalaszentgróti              | 1 218                      | 19,75         |
| Kisgörbő        | község                  | Óhíd          | Zalaszentgróti              | 165                        | 6,59          |
| Kisvásárhely    | község                  | Óhíd          | Zalaszentgróti              | 44                         | 4,35          |
| Mihályfa        | község                  | Óhíd          | Zalaszentgróti              | 368                        | 12,07         |
| Nagygörbő       | község                  | Óhíd          | Zalaszentgróti              | 166                        | 7,45          |
| Óhíd            | község                  | Óhíd          | Zalaszentgróti              | 609                        | 12,48         |
| Pakod           | község                  | Kehidakustány | Zalaszentgróti              | 891                        | 12,55         |
| Sénye           | község                  | Óhíd          | Zalaszentgróti              | 35                         | 3,04          |
| Sümegcsehi      | község                  | Óhíd          | Zalaszentgróti              | 629                        | 17,44         |
| Szalapa         | község                  | Óhíd          | Zalaszentgróti              | 208                        | 4,52          |
| Tekenye         | község                  | Zalaszentgrót | Zalaszentgróti              | 407                        | 6,96          |
| Türje           | község                  | Türje         | Zalaszentgróti              | 1 638                      | 38,23         |
| Zalabér         | község                  | Zalaszentgrót | Zalaszentgróti              | 705                        | 12,78         |
| Zalaszentlászló | község                  | Türje         | Zalaszentgróti              | 857                        | 19,67         |
| Zalavég         | község                  | Zalaszentgrót | Zalaszentgróti              | 372                        | 12,11         |